# Scipione del Ferro
Scipione Dal Ferro (Bologna, 6 febbraio 1465 – Bologna, 5 novembre 1526) è stato un matematico italiano, a cui si deve il primo metodo risolutivo per un caso particolare delle equazioni di terzo grado.

## Biografia
Lettore nello Studium di Bologna dal 1496, egli scoprì una soluzione algebrica dell'equazione di terzo grado nel 1505 ma la tenne nascosta, riservandola solo per suoi allievi.
Mantenendo segreta la formula egli stupiva regolarmente il pubblico ed i colleghi nelle sfide matematiche a colpi di indovinelli che si tenevano in quel periodo sotto il portico della Chiesa di Santa Maria dei Servi a Bologna.

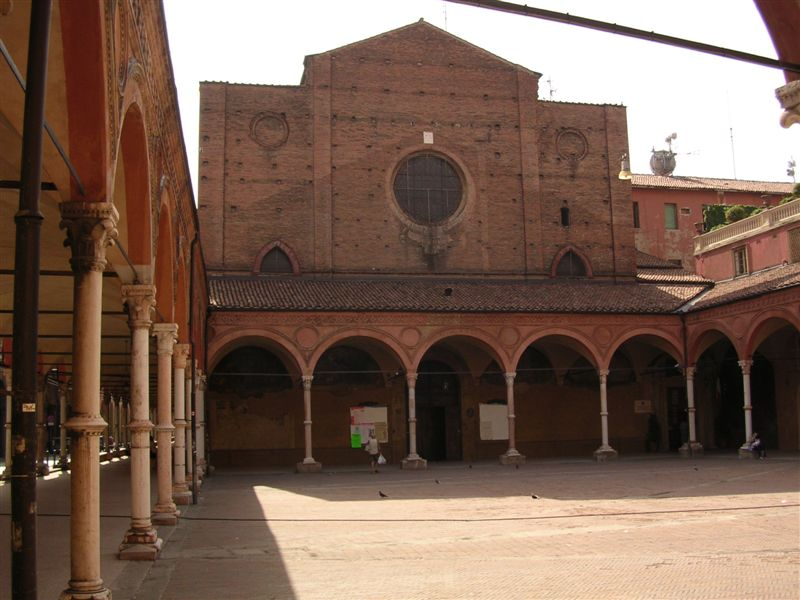
Il quadriportico della Basilica di Santa Maria dei Servi a Bologna dove si
svolgevano le sfide tra matematici

Queste sfide matematiche ricoprivano di credito e prestigio i vincitori, e soprattutto gli permettevano di godere della protezione dei potenti nobili di allora. Grazie a questo dal 1496 al 1510 lo stipendio di Scipione dal Ferro passò da 25 a 150 lire.
Prima di morire rivelò la soluzione ad uno studente, Antonio Maria del Fiore, detto Floridus in latino, un mediocre matematico. Venuto a sapere dell'esistenza di una soluzione, Niccolò Tartaglia fu stimolato a ricavarla da sé: nel 1541 era in possesso del metodo generale, non è noto se autonomamente o grazie a informazioni pervenutegli. In seguito si organizzò una gara matematica tra Fior e Tartaglia, entrambi i contendenti proponevano problemi all'avversario da risolvere in un tempo prestabilito. Se Tartaglia fu in grado di risolvere tutti i problemi postigli da Fior, quest'ultimo non ne risolse neppure uno. Il motivo dipende dal fatto che al tempo non venivano presi in considerazione i numeri negativi ed esistevano tanti tipi di equazioni quante erano le combinazioni di coefficienti positivi o negativi, quindi mentre Fior disponeva di un metodo per la soluzione di un caso particolare dell'equazione di terzo grado ({\displaystyle x^{3}+px=q}), Tartaglia possedeva la soluzione per ogni caso.
Gerolamo Cardano, venuto a conoscenza della sfida, invitò Tartaglia con la vaga promessa di fargli incontrare un mecenate e apprese la soluzione. Dopo la pubblicazione dell'opera Ars Magna da parte di Cardano, opera che per prima riporta il metodo con i dettagli completi e pedanti nello stile dell'algebra del tempo (comunque attribuendo a Tartaglia il metodo), nacque un'accesa e gretta controversia tra i due.
Grazie ad alcune carte che erano in possesso del genero di del Ferro, fu possibile riconoscere il merito originale, anche se limitato ad un caso particolare.